# Auditorio Alfredo Kraus
L'Auditorio Alfredo Kraus è un auditorium dedicato al tenore spagnolo che si trova a Las Palmas de Gran Canaria. 
Progettato da Óscar Tusquets, fu costruito tra il 1993 e il 1997 con l'idea di erigere un faro a protezione della playa de Las Canteras. Nella sua sala principale si apre un'enorme finestra che dà la possibilità di vedere l'Atlantico mentre si assiste ad un concerto.
Nell'auditorium Alfredo Kraus si celebra annualmente il Festival Internazionale del Cinema di Las Palmas de Gran Canaria e il Festival di Musica delle Canarie. È inoltre sede della Orchestra Filarmonica di Gran Canaria e del Gran Canaria Ballet.